# Фуджисава
Фуджисава е град в префектура Канагава в Япония. Населението на Фуджисава е 431 286 жители (по приблизителна оценка от октомври 2018 г.), а общтата площ 69,51 кв. км. Намира се в часова зона UTC+9. Намира се в централната част на префектурата си. Гледа към залив на Тихия океан. Има разнородна икономика с мощен промишлен комплекс. Фирми като Исузу (камиони), Кобе Стомана (стомана), НСК (части) и Сони (електроника) имат фабрики в/или близо до града.